# Bogdana (Teleorman)
Pour les articles homonymes, voir Bogdana.
Bogdana est une commune du județ de Teleorman en Roumanie.

## Démographie
En 2021, la population était de 1 948 habitants.